# Teorie vzniku Tóry
Teorie vzniku Tóry se zabývají otázkou, jak vznikla Tóra jako velmi komplexní a složitý literární celek.

## Problematika
Tradiční pojetí připisovalo autorství knihy Genesis (stejně jako celé Tóry) Mojžíšovi. Toto předpokládal Filón Alexandrijský, Flavius Iosephus, Nový zákon i babylonský Talmud.
Bibličtí kritikové v textu vidí rozpory, které vykládají tak, že text nemá jednoho jediného autora ani nebyl napsán v jedné době. Mezi tyto rozpory uvádí např.:
- výskyt stejného textu na více místech;
- výskyt protiřečících si textů (hlavně zákonů);
- vnitřní rozpory v textu, které vznikly, když byl do textu vsunut nový odstavec;
- texty složené – někdy důmyslně, jindy naopak nešikovně – ze dvou různých předloh, aniž by tyto předlohy byly sladěny v jeden kompaktní celek.

Teorie vzniku Tóry se snaží objasnit jiný než klasický vývoj a vznik tohoto literárního celku, který by měl všechny tyto problémy objasnit. Žel, někdy vytváří víc problémů, než kolik jich řeší - viz níže.

## Zpochybnění Mojžíšova autorství
Babylónský talmud se zabývá otázkou Mojžíšova autorství posledních osmi veršů Tóry, v nichž je popsána Mojžíšova smrt a pohřeb a možností, že autorem těchto veršů je Jozue. Židovský učenec Abraham ibn Ezra (1092–1167) rozvíjí tuto myšlenku a aplikuje ji i na předcházející čtyři verše, popisující odchod Mojžíše z tábora Izraelitů. Podobné otázky, vedoucí ke zpochybnění klasického chápání Mojžíšova autorství Pentateuchu, kladli až v humanismu[zdroj⁠?!] na přelomu 17. a 18. století Baruch Spinoza (byl exkomunikován a jeho knihy se dostaly na index mezi židy i mezi křesťany), Thomas Hobbes nebo Richard Simon. Ti s podobnými argumenty sice připouštěli Mojžíšovo autorství, ale dodávali, že text prošel několika změnami, z nichž poslední nastala za doby Ezdrášovy.
Během 18. století vyšla tři pojednání, jejichž autoři nezávisle na sobě dospěli k názoru, že Pentateuch je syntézou dvou původně samostatných děl. Prvním z nich byl německý politik Henning Bernhard Witter (1711), následován v r. 1753 francouzským dvorním lékařem Jeanem Astrucem (1684–1766), který si při četbě hebrejského textu povšiml, že se v něm používají dvě boží jména: tzv. Tetragrammaton (J-H-W-H) a Elohim (tj. Bůh). Na základě rozlišení těchto dvou termínů rozlišil jednotlivé autory a jejich spisy, z nichž později text vznikl. Astruc se zabýval především knihou Genesis. Původní spisy (dokumenty) nazýval Mémoires. K podobným závěrům došel i Johann Gottfried Eichhorn v r. 1870; jeho dílo již vzbudilo větší pozornost, neboť se nejednalo o „amatérské“ postřehy, ale práci respektovaného německého badatele.
Zmíněného rozporu si všiml o něco později a nezávisle i Geddes (1737–1802), ten jej však interpretoval nikoli jako známku více proložených pramenů, ale více přítomných samostatných zlomků. Ewald pak vytvořil teorii doplňků, podle níž existoval základní Grundschrift, základní spis, jakási osnova, k níž se připojovaly další a další celky, až vznikl dnešní Pentateuch. Pro něj tímto základním dokumentem byl Elohista, v pozdějších teoriích nazývaný „Kněžský kodex“.
V této době stále zůstávali lidé, kteří zastávali Mojžíšovo autorství, i když připouštěli, že Mojžíš použil starší, již existující prameny.
Celkově se tedy objevily tři druhy teorií:
- teorie dokumentů (Pentateuch je složen z několika samostatných a úplných literárních pramenů),
- teorie zlomků (Pentateuch je složen z velkého množství nezávislých zlomků a krátkých příběhů),
- teorie doplňků (Pentateuch je složen z jednoho základního spisu, který byl postupem času doplňován různými menšími celky).

Dalším převratným zlomem v bádání byly objevy de Wetteho. Wilhelm Martin Leberecht de Wette (1780–1849) tvrdil následující věci:
- Pentateuch obsahuje projekce dob daleko pozdějších, než jsou vyprávění v něm obsažená. Svět textu a svět reálný se od sebe liší. Tuto skutečnost lze pozorovat např. při srovnání Knih královských a Knih paralipomenon; oba celky popisují totéž, ale z jiného úhlu pohledu.
- Daleko vhodnější a přesnější, než vycházet z příběhů, je založit studium na zákonících v Pentateuchu obsažených, neboť ty daleko lépe odrážejí svou dobu a jsou lépe datovatelné.
- Jádro deuteronomického zákoníku je shodné s Jóšiášovou politicko-náboženskou reformou v roce 622 př. n. l., prosazující mimo jiné centralizaci kultu do Jeruzaléma. Proto ty zákony a instituce v Pentateuchu, které tuto reformu předpokládají, jsou pozdějšího data; naopak ty, které ji neznají, jsou starší. Tím de Wette položil základ pro dataci textů Pentateuchu.

## Wellhausenova teorie dokumentů
Teorie dokumentů byla dále rozvíjena. Tzv. Elohista, tj. autor používající pro Boha označení „Elohim“, byl rozdělen na dva prameny, tzv. E1 a E2. Autory tohoto rozdělení byli nezávisle na sobě Karl David Ilgen (v roce 1798) a Hemann Hupfeld (v roce 1853). Riehm přišel v roce 1854 navíc s myšlenkou, že kniha Deuteronomium představuje další, nezávislý pramen. Tím bylo završeno rozdělení na čtyři základní prameny Pentateuchu, jak je později nalezneme v klasické Wellhausenově práci.
Vrcholem této teorie byla studia Julia Wellhausena (1844–1918). Wellhausen, silně poznačený romanticismem a jeho láskou ke všemu starému a původnímu, svým obdivem k pruské monarchii a svým odporem ke všemu, co bylo poznačeno legalismem, rozlišuje v starověkých dějinách Izraele tři období: 1) monarchii (cca 1000–622 př. n. l.); 2) Jóšijášovu reformu (622 př. n. l.); 3) dobu po babylonském exilu (po 532 př. n. l.).

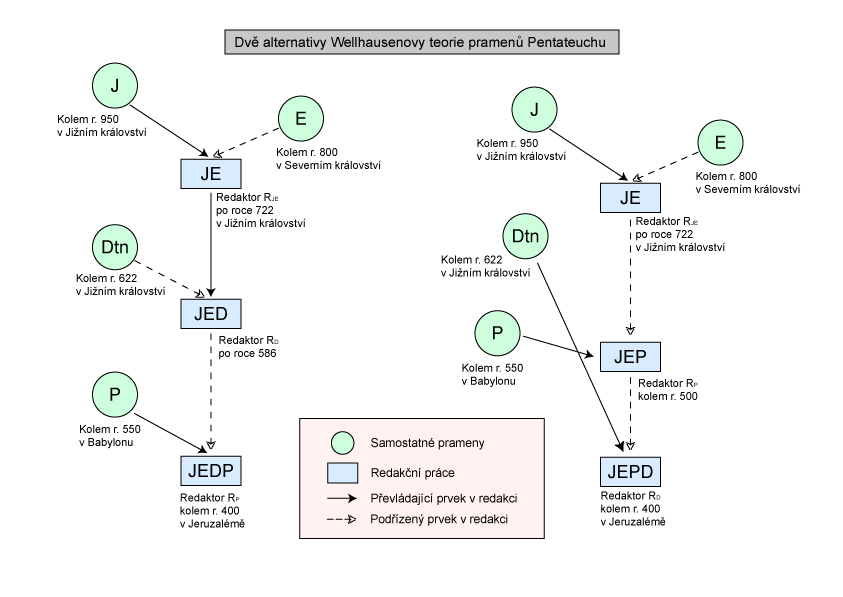
Schéma Wellhausenovy teorie

Do těchto období také rozvrhl jednotlivé hypotetické autory různých dokumentů, které jsou obsaženy v Pentateuchu:
- Jahvista (používající pro Boha označení JHVH (יהוה)) působil v 10./9. století př. n. l. v jižním, Judském království a napsal první, nejstarší dějiny. Označuje se písmenem J.
- Elohista (dříve E2, „mladší Elohista“; pro Boha používá označení Elohim – אלהים‎) žil v 8. stol. př. n. l. v severním, Izraelském království a napsal na Jahvistovi nezávislé dějiny. Označuje se písmenem E.
- Deuteronomista (= autor Deuteronomia) je svázán s Jóšiášovou reformou v roce 622 př. n. l. Označuje se písmenem D.
- Autor tzv. kněžského kodexu (dříve E1; „starší Elohista“), označovaný písmenem Q (z latinského liber quattuor fœderum, kniha čtyř smluv) a u Wellhausenových pokračovatlů písmenem P (z německého Priestercodex), působil po exilu a jeho dílo je silně poznačeno poexilním legalismem. Působil někdy na přelomu 6. a 5. stol. př. n. l.

Pentateuch podle této teorie vznikal následovně:
1. Jahvista napsal své dějiny,
2. po něm je nezávisle na něm napsal i Elohista.
3. Jistý redaktor pak obě vyprávění spojil, pravděpodobně po pádu Izraelského království v roce 722 př. n. l., a to tak, že text J doplnil textem E. Text E je proto neúplný.
4. Později byl napsán deuteronomický zákoník (D), který
5. připojil opět redaktor k JE do celku JED.
6. Nakonec během exilu a po něm působící kněží sepsali svůj „kněžský kodex“ a připojili jej k celku JED, čímž vznikl dnešní Pentateuch.

Tato Wellhausenova teorie vysvětluje mnoho nesrovnalostí v dnešním textu Pentateuchu.

## Zpochybnění Wellhausenovy teorie
Wellhausenova teorie doplněná a rozvinutá dalšími badateli, je především od 70. let 20. století zpochybňována, zvláště pokud jde o prameny J a E.
- E – Elohista při rozdělování textů Pentateuchu sloužil často jako autor, jemuž se přisuzovaly texty nezařaditelné jinam. Proto není obtížné si všimnout, že tyto texty netvoří ucelené dílo a že se jedná o směs zlomků nejrůznějšího druhu.
- J – V případě jahvisty byl Wellhausen příliš ovlivněn svým obdivným postojem k Prusku a k Davidovské dynastii, jakož i romantismem. Jakmile archeologie zpochybnila existenci mocné davidovské a šalamounovské říše v 10. století př. n. l., vytratila se i možnost existence tak mohutného literárního a teologického autora, jakým měl být jahvista. K jeho zpochybnění přispěl i objev daleko nejednotnějšího a pokojnějšího obsazení kanaánské země Izraelem přibližně v 13. – 12. století př. n. l. Z literárního hlediska na mnoha místech jahvista netvoří nejstarší, ucelený text, nýbrž doplňuje jiné texty, především P (např. vyprávění o potopě), a je tedy mladší než tyto texty. Z toho plyne opuštění teorie existence jahvistického pramene jako uceleného a nejstaršího dokumentu. Za třetí, po pracích Hermanna Gunkela bylo zřejmé, že jahvista má spíše povahu „sběratele příběhů“ než teologa. Proti tomu se klasické Wellhausenovy teorie zastával především Gerhard von Rad. Tato neshoda však byla jen dalším motivem ke zpochybnění teologického spisu jahvisty. Konečně, po bližším zkoumání textů se zjistilo, že první zmínky, které spojují patriarchy dohromady v jednu genealogii, se nacházejí až v Deuteronomiu. Je možné, aby o nich jahvista psal několik set let před Deuteronomiem? Kromě toho propojení příběhů o patriarších s příběhem o vyjití z Egypta prostřednictvím vyprávění o Josefovi, jež je svým charakterem zcela odlišné, působí poněkud uměle.
- P – Kněžský kodex již také není považován za zcela ucelený text. Avšak na rozdíl od Wellhausena, pro nějž měl pro svou zákonickost a starost o kult daleko menší hodnotu než např. J nebo E, tvoří P osu a kostru vyprávění Pentateuchu. Na neucelenost dokumentu P ukazuje například skutečnost, že Mojžíš není čtenáři představen, chybí svatba Jákobova či zápas mezi Jákobem a Ezauem.

Kromě jednotlivých pramenů bývá zpochybňován i celý koncept této teorie. Erich Zenger uvádí tři námitky:
- Metodické slabiny modelu – určování jednotlivých literárních pramenů vedlo až k absurdnímu dělení na půlverše a slova příslušející různým vrstvám textu. Tato námitka se ale týká spíše až Wellhausenových následovníků.
- Aporie při konkrétní aplikaci – Wellhausenova teorie vznikla pro knihu Genesis a část Exodu, vznik ostatních knih, zejména Numeri, není schopná objasnit.
- Pochybnosti o předpokladech z dějin náboženství a společnosti – existují pochybnosti, zda se představy o Bohu a společnosti, které bývají spojovány s jednotlivými prameny, neobjevily později. Příkladem může být monolatrie spojovaná s J.
- Metoda kritiky v jiných textech – například na jiné starověké orientální spisy vytváří absurdní výsledky.[5]

## Nové teorie
Wellhausenova teorie tedy od 70. let 20. století je značně zpochybňována, nicméně stále tvoří základ pro teorie nové. Nové přístupy je možno rozlišit celkem čtyři:
Zřeknutí se snahy o rozlišení pramenů
Složení Pentateuchu je natolik komplikované, že není možné za stávající situace pátrat úspěšně po jeho dějinách. Proto se autoři omezují na synchronní výklad textu, tj. tak, jak text vypadá dnes, bez ohledu na jeho vývoj. Tento výklad však není s to čelit věcným rozporům uvnitř textu.
Doplňování Wellhausenova schématu
Jelikož Wellhausenovo schéma má mnoho „děr“, pokoušejí se někteří badatelé toto schéma zachovat a doplnit o nové prvky, prameny a dokumenty. Schéma se však komplikuje a ve své konečné, velmi složité formě se zdá mnohým velmi nedůvěryhodné.
Návrat k teorii doplňků
Někteří badatelé (M. Rose, J. van Seters, N. Whybray) se vrací k jinému pojetí, než je teorie dokumentů, a to k teorii doplňků. Předpokládají základní spis, doplňovaný postupem doby o další vrstvy a doplňky. Základním spisem jim je kolem roku 560 př. n. l. existující „Deuteronomické dějepisné dílo“, skládající se z knih Dt – 2 Král. Jakousi „představbou“ či „přípravou pro tento text jsou ne-kněžské texty knih Gn – Nm, v nichž se v dnešní podobě objevují deuteronomické prvky. Následně byl tento ucelený „deuteronomický“ text doplněn a rozšířen o texty kněžského kodexu, které jsou tedy nikoli samostatným dílem, ale redakční vrstvou.
Návrat k teorii zlomků
Jiní badatelé (R. Rendtorff, E. Blum, R. Albertz) se domnívají, že je nejlepší vzít za svou teorii, že Pentateuch se skládá z velkého množství různých nezávislých fragmentů. Vycházejí ze skutečnosti, že větší i menší části jednotlivých knih mají vlastní povahu a strukturu a jsou na jiných částech nezávislé. Vznikly tedy nezávisle a později byly spojeny do jednoho celku, kterým je Pentateuch. Celková teologie, kterou text získal po svém spojení, je úzce příbuzná s duchem Deuteronomia, kterým se inspiruje. Otázkou, která rozděluje tyto badatele, je, jaké povahy jsou texty P. Pro některé se jedná o samostatný dokument, vytvořený paralelně nebo dokonce jako protiváha k vzniklému komplexu a později k němu připojený (Blum a Albertz), podle jiných se jedná o redakční vrstvu (Rendtorff).
Všechny tyto přístupy mohou být různě kombinovány. Někteří badatelé pod vlivem nových archeologických i literárních objevů přehodnocují Wellhausenovo schéma a kombinují ho s dalšími prvky, aby jeho platnost mohli i nadále zachovat. Zenger například redukuje teorii dokumentů s třemi prameny (J, P a D) a kombinuje ji s teorii zlomků.
Jiní badatelé (J. Blenkinsopp) se sice drží Wellhausenovy teorie v případě pramenů D a P, avšak texty připisované dříve většinou J a E chápou jako fragmenty, pocházející z kmenových tradic. Ty byly předávány především v jednotlivých svatyních, každý kmen/rod měl svého patriarchu a své tradice. Tato vyprávění se později sdružovala do větších cyklů. Se vznikem jednoho Izraelského národa a později s centralizací kultu v 7. století př. n. l. došlo i ke sjednocení všech těchto místních tradic. Jednotliví patriarchové byli zařazeni do jediného rodokmenu, byly k nim přidány tradice o putování pouští, východu z Egypta a obdržení zákona na Sinaji. Tím vznikl ucelený děj, jak jej známe dnes. Jako nepřímý svědek slouží předexilní prorocké knihy, které tradice o patriarších sice znají, ale zmiňují je jen sporadicky a nikdy ne společně. To znamená, že patriarchové byli známí, stejně jako exodus a cesta pouští, ale tyto tradice netvořily jednotou tradici. První propojení patriarchů nacházíme až v Deuteronomiu, tedy v textu ze 7. století př. n. l. Panuje proto vážné podezření, že jednotlivé tradice byly spojeny právě deuteronomisty.
Mnoho textů je i mladších než P, především textů právnických (či výpravných s právnickým podtextem), např. některé kapitoly v druhé polovině knihy Numeri. Tyto texty upravují starší zákony a vysvětlují je (interpretují) pro novou dobu a nové životní podmínky, které nastaly po vybudování druhého chrámu a obnově židovského kultu na konci 6. stol. př. n. l. Podobně najdeme na různých místech s vyprávěním značné zásahy a doplňky pozdějších autorů, kteří opravují a doplňují P nebo D (např. ve vyprávění o potopě v knize Genesis či jinde). Základními vrstvami pro Blenkinsoppa zůstávají tedy D (kterému připisuje mnoho nekněžských textů z knih Gn – Nm) a P.
To znamená, že konečná podoba Pentateuchu, která je mladší než jeho nejmladší část, spadá nejdříve do první poloviny 5. stol. př. n. l.
Otázka však i nadále zůstává otevřená výzkumu.
Erich Zenger se snaží určit šest charakteristik platících pro nové přístupy ke vzniku Pentateuchu:
1. Důraz na živý proces podání oproti mechanickému krájení textu.
2. Vznik Pentateuchu je potřeba sledovat ve spojitosti se vznikem celé starozákonní literatury, zvláště knih Jozue až Druhá královská. Je potřeba se zaměřit i na opomíjené právní texty.
3. Teorie vzniku Pentateuchu musí být důvěryhodné z pohledu dějin náboženství i společnosti. To vylučuje příliš brzká i pozdní datování jednotlivých etap.
4. Ukazuje se jako přínosné, když se zkombinují teorie dokumentů, zlomků i doplňků.
5. Souhrnné vyprávění zahrnující dějiny od praotců po příběh Mojžíše a Exodu je s největší pravděpodobností pozdější, než jak je datuje Wellhausenova teorie do 10. až 9. století.
6. Více je třeba zohlednit texty pozdější než deuteronomistická a kněžská redakce. I závěrečnou redakci je potřeba chápat jako vícestupňový proces.

## Moderní zastánci tradičního pojetí
Mojžíšovo autorství zastávají dodnes ortodoxní židé a konzervativní křesťané. Jejich stanovisku se dočkalo v moderní době podpory zejména od archeologů a znalců starověkých literatur, kteří porovnávali Pentateuch s jinými starověkými prameny, jako např. William F. Albright nebo Percy J. Wiseman. Wiseman publikoval již v roce 1936 studii o knize Genesis New Discoveries in Babylonia about Genesis, v níž na základě opakujících se výrazů („…toto je rodopis…“; hebr. tóledót) dokazuje čtyři teze: 1) Původní materiál pro Genesis byl původně napsán na hliněných či kamenných tabulkách, 2) tyto materiály byly napsány pravděpodobně patriarchy samotnými, 3) Mojžíš z těchto textů sestavil knihu, 4) Mojžíš v souladu se zvyklostmi doby zanechal v textu údaje o tom, odkud čerpal informace. Wiseman dále uvádí, že moderní kritika Pentateuchu vycházela z předpokladů, které archeologie vyvrátila (např. předpoklady týkající se existence písma, rozšíření gramotnosti v době patriarchů).
Jiným nepřímým důkazem Mojžíšova autorství jsou výsledky výzkumu stylu a jazyka knihy Genesis, uskutečněný smíšeným izraelsko-německým vědeckým týmem pod vedením Y. T. Raddaye za pomocí počítačové analýzy. Výsledkem této analýzy, jejíž závěry byly publikovány v angličtině roku 1985, je tvrzení, že autorem knihy Genesis je jeden člověk.
Josh McDowell na 150 stranách rozebírá teorii dokumentů a všechny její argumenty vyvrací. Řadí se tak ke konzervativním teologům, kteří upozorňují, že neexistují závažné důvody, proč nevěřit, že většina Pentateuchu byla sepsána Mojžíšem v době exodu, který Bible datuje do let 1445–1405 př. n. l. (Ex 12, 40 (Kral, ČEP); 1Kr 6, 1 (Kral, ČEP); Sd 11, 26 (Kral, ČEP)).
Dvoudílný komentář ke knize Genesis anglického teologa Gordona Wenhama poskytuje velmi detailní rozbor problematiky, vzniku tohoto textu. Autor zde u každého oddílu knihy Genesis diskutuje jeho strukturu a historicitu. Souhrnně uvádí, že rozbor textu ukazuje na tradičního autora zdroje J jako na konečného editora knihy Genesis ne později než v 10. stol. př. n. l.
Co se týká vztahu teologie a archeologie např. u knihy Exodus, Douglas K. Stuart uvádí, že archeologické nálezy jsou tak nejednoznačné (Kenneth Kitchen potvrzuje historicitu Bible, na druhé straně archeologové Israel Finkelstein a Neil Asher Silberman historicitu Bible vyvrací), že je na samotném čtenáři, aby rozhodl o pravdivosti historie v Bibli. Například pokud bereme v úvahu tzv. nepřímé důkazy historické věrnosti, kniha Exodus mluví o tom, že Mojžíš byl vrah Ex 2, 12 (Kral, ČEP), tj. nezamlčuje ty události v životě vůdce Izraele, které na něj vrhají špatné světlo. To je jeden z důkazů pravosti historického přístupu.
Gordon Wenham poukazuje na to, že opakování nebo rozvíjení myšlenek v textu Genesis nemusí nutně znamenat, že za textem stojí více zdrojů, ale také tyto prvky lze vysvětlit různými žánry (poezie, próza, geografické údaje, proslovy, rodokmeny) a stylem hebrejštiny (opakování myšlenek je běžným výrazovým prostředkem hebrejského jazyka). Dále některé rozpory v textu jsou jen zdánlivé. Například v Gn 1, 29 (Kral, ČEP) je člověku dovoleno jíst každou bylinu, v Gn 2, 16–17 (Kral, ČEP) je zakázáno jíst ze stromu poznání dobrého a zlého. To nutně nemusí být rozpor, ale rozvíjení myšlenky: Bůh nejprve dovolil člověku obecně jíst všechno, a pak vysadil zahradu a v ní jeden strom, z něhož jíst člověku zakázal.
Zajímavý argument v otázkách pramenů knihy Genesis uvádí Bruce Waltke: Prvních jedenáct kapitol lze rozdělit v následujícím stylu:
- A stvoření, první začátek; Hospodinovo požehnání … Gn 1, 1 – 2, 3 (Kral, ČEP)
- B hřích Adama: nahota; spatření nahoty a přikrytí nahoty; prokletí … Gn 2, 4 – 3, 24 (Kral, ČEP)
- C zabitý mladší syn (spravedlivý Ábel) nemá potomky … Gn 4, 1–16 (Kral, ČEP)
- D potomci hřešícího syna Kaina … Gn 4, 17–26 (Kral, ČEP)
- E potomci vyvoleného syna Šéta: deset generací od Adama k Noemu … Gn 5, 1–32 (Kral, ČEP)
- F pád: nezákonné spojení … Gn 6, 1–4 (Kral, ČEP)
- G stručný úvod k Noemu … Gn 6, 5–8 (Kral, ČEP)
- A potopa, nový začátek; Hospodinovo požehnání … Gn 6, 9 – 9, 19 (Kral, ČEP)
- B hřích Noeho: nahota; spatření nahoty a přikrytí nahoty; prokletí … Gn 9, 20–29 (Kral, ČEP)
- C potomci mladšího syna Jefeta …Gn 10, 1–5 (Kral, ČEP)
- D potomci hřešícího syna Cháma … Gn 10, 6–20 (Kral, ČEP)
- E potomci vyvoleného syna Šéma: deset generací od Noeho k Terachovi … Gn 10, 21–32 (Kral, ČEP)
- F pád: nezákonné spojení (Babylónská věž) … Gn 11, 1–9 (Kral, ČEP)
- G stručný úvod k Abrahamovi, skrze kterého Bůh požehná lidstvu … Gn 11, 27–32 (Kral, ČEP)

Tato tzv. alternující struktura (v kapitolách 6–11 se v tomtéž pořadí opakují stejné motivy jako v kapitolách 1–5) je pečlivě sestaveným dílem. Ať už autor těchto kapitol vycházel ze starších pramenů či nikoliv, literární struktura těchto kapitol ukazuje, že jako celek tyto kapitoly byly napsány najednou, ve stejné podobě, jako je známe dnes.